# Danny Rampling
Pour les articles homonymes, voir Rampling.
Danny Rampling, né le 15 juillet 1961 à Streatham, est un disc jockey et producteur de musique électronique britannique.
Danny Rampling est largement reconnu comme l'un des pionniers des clubs et des raves de la scène britannique. Rampling est aussi en 1991 le premier lauréat du prix du disc jockey no 1 décerné par DJ Magazine.